# سبال جاوي
سبال جاوي (الاسم العلمي: Sabal javanica) هو نوع نباتي يتبع جنس السبال من فصيلة الفوفلية.